# Vivitar

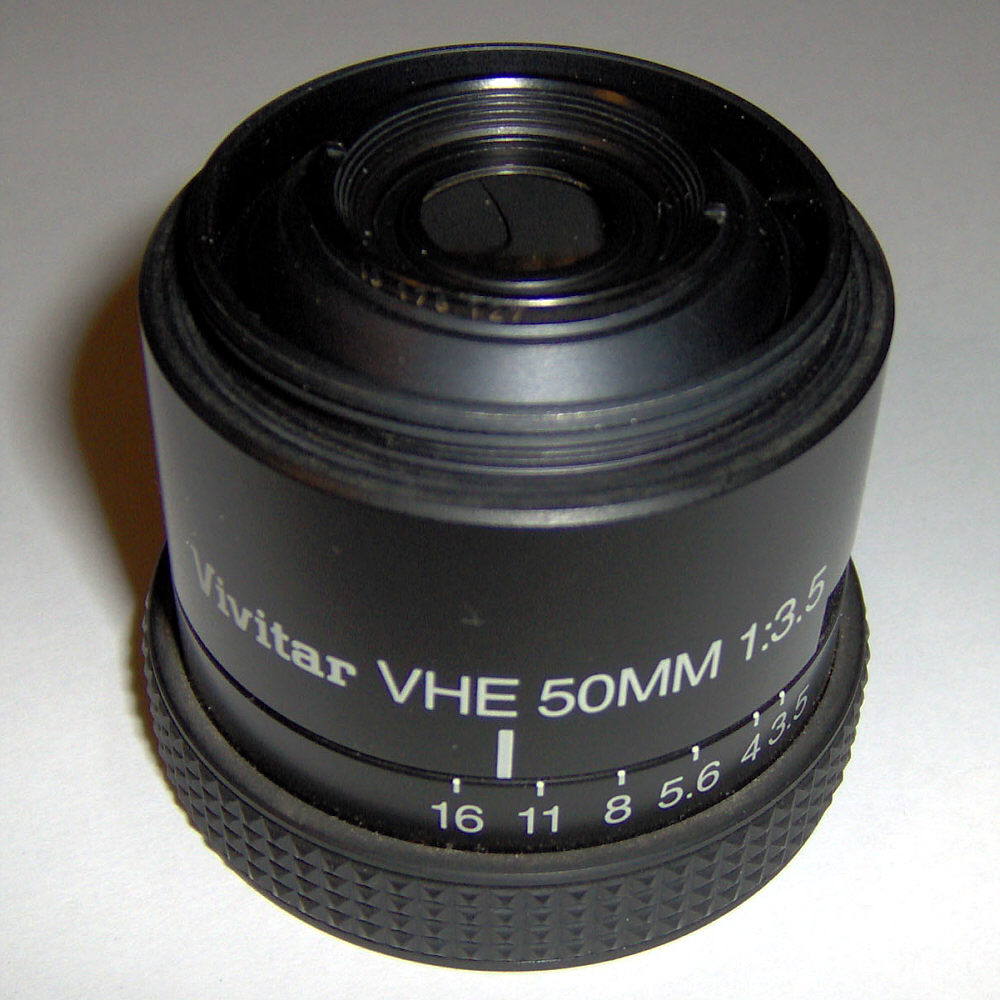

Vivitar é um fabricante de câmeras digitais e filmadoras digitais com sede na cidade de Oxnard, Califórnia nos Estados Unidos. Conhecida por fotógrafos profissionais e amadores como fabricante de lentes "genéricas", por não terem os mesmos padrões de qualidade de empresas maiores como a Nikon e Canon.